# Chris Rowley
Christopher Ryan Rowley (né le 14 août 1990 à Atlanta, Géorgie, États-Unis) est un lanceur droitier des Blue Jays de Toronto de la Ligue majeure de baseball.
First lieutenant de l'Armée des États-Unis, Chris Rowley est le premier gradué de l'Académie militaire de West Point à jouer dans la Ligue majeure de baseball.

## Carrière
Après avoir joué pour l'école secondaire South Forsyth à Cumming (Géorgie), Chris Rowley reçoit des offres de bourses pour jouer au baseball à l'université de Mercer ainsi qu'à l'Académie militaire de West Point. Il choisit cette dernière puisqu'on lui propose d'être lanceur partant pour les Black Knights de l'Armée américaine, tandis que les Bears de Mercer veulent en faire un lanceur de relève. 
Après sa graduation et après le repêchage amateur, au cours duquel aucun club ne le réclame, Rowley reçoit une offre des Blue Jays de Toronto de la Ligue majeure de baseball, qui l'invitent à jouer le reste de la saison de baseball 2013 avec leur club mineur en Gulf Coast League avant de commencer son service militaire. Après avoir maintenu une moyenne de points mérités de 1,10 en 32 manches lancées pour les Blue Jays de la Gulf Coast League, Chris Rowley entreprend un service qui doit durer 5 ans dans l'Armée des États-Unis. Le First lieutenant Chris Rowley est notamment dépolyé en Bulgarie dans le cadre de l'opération Atlantic Resolve, une opération de soutien à l'OTAN en réponse aux agissements de la Russie dans la crise ukrainienne et plus particulièrement la guerre du Donbass. Après 30 mois de service dans l'Armée américaine, Rowley demande une exception qui est approuvée le 22 janvier 2016 et qui en fait un réserviste.
Il reprend le baseball professionnel en 2016 dans les ligues mineures. Après avoir rapidement gravi les échelons du baseball mineur et passé par le Double-A puis le Triple-A en 2017, Rowley obtient sa première chance dans le baseball majeur la même année, deux jours avant son 27e anniversaire. Il fait ses débuts avec les Blue Jays de Toronto comme lanceur partant le 12 août 2017. Il est solide à son premier match et émerge comme lanceur gagnant après n'avoir accordé qu'un point dans la victoire de 7-2 des Torontois sur les Pirates de Pittsburgh.
Rowley est le premier gradué de l'Académie militaire de West Point à jouer dans la Ligue majeure de baseball.